# Estadio Altamira
Das Estadio Altamira, früher bekannt unter der Bezeichnung Deportivo Sur de Tamaulipas, ist ein Fußballstadion in Altamira, Tamaulipas, das dem mexikanischen Fußballverein Altamira FC als Heimspielstätte dient und 13.500 Besucher aufnehmen kann.

## Geschichte
Die Initiative zur Errichtung des Stadions kam von Enrique de Hita Yibale, der im Sommer 2001 auch treibende Kraft bei der Gründung des Altamira FC war.
Die Bauarbeiten begannen im Januar 2003 und bereits neun Monate später wurde das Stadion am 19. Oktober 2003 mit der Zweitligabegegnung zwischen den Gastgebern und dem Club Acapulco offiziell eröffnet. Das erste Tor im neuen Stadion erzielte Carlos Alberto Rodríguez bereits in der vierten Minute zum 1:0-Sieg für die Heimmannschaft.